# Unter anderen Umständen
Unter anderen Umständen ist der Titel einer deutschen Fernseh-Krimireihe mit bisher 24 Episoden, die seit 2006 produziert und montags in der ZDF-Reihe „Fernsehfilm der Woche“ ausgestrahlt wurden.

## Hintergrund
Ein zunächst in Schleswig ansässiges Ermittlerteam, dessen Hauptfigur die Kriminalkommissarin Jana Winter ist, agiert in der schleswig-holsteinischen Provinz. Der jeweilige Hauptfall ist stets eng mit dem privaten Umfeld der Kommissarin verwoben. Entgegen den häufig in sogenannten Großstadtkrimis bevorzugten Themen orientiert sich Unter anderen Umständen am Vorbild mancher skandinavischer Krimis wie beispielsweise den Verfilmungen von Henning Mankell. Seit einer Zusammenlegung der Dienststellen Schleswig und Flensburg arbeitet das erweiterte Ermittlerteam vom deutlich größeren Flensburg aus, nunmehr mit Jana Winter als Teamleiterin.
Der Titel der ersten Episode berücksichtigte die Schwangerschaft der Hauptdarstellerin Natalia Wörner während der Dreharbeiten. Aufgrund des Erfolges ist daraus eine Reihe entstanden. Ihr 2006 geborener Sohn Jacob Lee Seeliger spielt gelegentlich in der Krimireihe als Sohn Jana Winters mit.

## Besetzung
| Name             | Schauspieler/in          | Bemerkungen | Episoden     | Jahr             |
| ---------------- | ------------------------ | --- | ------------ | ---------------- |
| Jana Winter      | Natalia Wörner           | Kriminalhauptkommissarin, Mutter von Leo Winter, später Teamleiterin und Kriminalrätin                                        | 1–           | 2006–            |
| Matthias Hamm    | Ralph Herforth           | Kriminalhauptkommissar, Teammitglied und Kollege, später Mitarbeiter von Jana Winter                                          | 1–           | 2006–            |
| Arne Brauner †   | Martin Brambach          | Kriminalhauptkommissar, zunächst Teamleiter und Vorgesetzter von Jana Winter, später ihr Mitarbeiter; stirbt an Herzversagen. | 1–21, 24     | 2006–2023, 2025  |
| Dr. Bernd Fabian | Hansjürgen Hürrig        | Kriminalrat, Vorgesetzter des Ermittlerteams                                                                                  | 14–          | 2018–            |
| Alwa Sörensen    | Lisa Werlinder           | Kriminalkommissarin, kommt gebürtig aus Dänemark, verwitwete Schwiegertochter von Dr. Fabian, Teammitglied                    | 16–          | 2020–            |
| Leo Winter       | Jacob Lee Seeliger       | Sohn von Jana Winter und Niko Brix                                                                                            | 2–8, 16–     | 2007–2013, 2020– |
| Leo Winter       | Kian Schmidt             | Sohn von Jana Winter und Niko Brix                                                                                            | 9–15         | 2014–2019        |
| Jonas Kitanou    | Jerry Kwarteng           | Rechtsmediziner | 16–          | 2020–            |
| Boris            | Ralph Misske             | Rechtsmediziner | 2, 5–11      | 2006–2016        |
| Ole Jessen       | Maximilian von Pufendorf | Kriminalkommissar, Teammitglied                                                                                               | 5–10         | 2010–2015        |
| Christoph Olson  | Marcus Mittermeier       | Kriminalkommissar, Teammitglied                                                                                               | 1–4          | 2006–2009        |
| Niko Brix †      | Matthias Brandt          | Partner von Jana Winter, Vater von Leo Winter, stirbt bei einem Hubschrauberabsturz                                           | 1–3          | 2006–2008        |
| Frida            | Friederike Linke         | dänisches Aupair-Mädchen bei Jana Winter                                                                                      | 2–5, 7–8, 10 | 2006–2015        |

## Episodenliste
Regie führte bei den Episoden 1 bis 20, 25 Judith Kennel, bei der Episode 21 Gunnar Fuß, bei den  Episoden 22 und 23 Ziska Riemann und bei der Episode 24 Thomas Berger.
| Nr. | Originaltitel                  | Erstausstrahlung D (ZDF) | Drehbuch                                      | Zuschauer                     |
| --- | ------------------------------ | ------------------------ | --------------------------------------------- | ----------------------------- |
| 1   | Unter anderen Umständen        | 23. Okt. 2006            | Waltraud Ehrhardt, Peter Obrist               | 6,07 Mio.                     |
| 2   | Bis dass der Tod euch scheidet | 5. Nov. 2007             | Waltraud Ehrhardt, Peter Obrist               | 5,71 Mio.                     |
| 3   | Böse Mädchen                   | 13. Okt. 2008            | Waltraud Ehrhardt, Peter Obrist               | 3,91 Mio.                     |
| 4   | Auf Liebe und Tod              | 2. Nov. 2009             | Daniel Schwarz, Thomas Schwebel               | 5,55 Mio.                     |
| 5   | Tod im Kloster                 | 4. Nov. 2010 (ZDFneo)    | Daniel Schwarz, Thomas Schwebel, Jonas Winner | 5,94 Mio. (ZDF 8. Nov. 2010)  |
| 6   | Mord im Watt                   | 3. Nov. 2011 (ZDFneo)    | Zora Holt                                     | 5,65 Mio. (ZDF 7. Nov. 2011)  |
| 7   | Spiel mit dem Feuer            | 7. Mär. 2012 (ZDFneo)    | Sören Hüper, Christian Prettin                | 5,87 Mio. (ZDF 12. März 2012) |
| 8   | Der Mörder unter uns           | 18. Feb. 2013            | Zora Holt                                     | 5,72 Mio.                     |
| 9   | Falsche Liebe                  | 10. Feb. 2014            | Stefan Kolditz                                | 5,24 Mio.                     |
| 10  | Das verschwundene Kind         | 13. Apr. 2015            | Daniel Schwarz, Thomas Schwebel               | 6,62 Mio.                     |
| 11  | Das Versprechen                | 15. Feb. 2016            | André Georgi                                  | 6,34 Mio.                     |
| 12  | Tod eines Stalkers             | 5. Dez. 2016             | Sören Hüper, Christian Prettin                | 5,04 Mio.                     |
| 13  | Liebesrausch                   | 4. Dez. 2017             | André Georgi                                  | 6,88 Mio.                     |
| 14  | Das Geheimnis der Schwestern   | 19. Feb. 2018            | André Georgi                                  | 7,71 Mio.                     |
| 15  | Im finsteren Tal               | 18. März 2019            | André Georgi                                  | 7,80 Mio.                     |
| 16  | Über den Tod hinaus            | 2. März 2020             | André Georgi                                  | 7,20 Mio.                     |
| 17  | Lügen und Geheimnisse          | 23. Nov. 2020            | Johannes Rotter, Natalie Tielcke              | 6,66 Mio.                     |
| 18  | Für immer und ewig             | 1. März 2021             | Elke Rössler                                  | 7,51 Mio.                     |
| 19  | Mutterseelenallein             | 7. Feb. 2022             | Zora Holt                                     | 7,54 Mio.                     |
| 20  | Dämonen                        | 13. März 2023            | Zora Holt                                     | 7,10 Mio. (25,4 % MA)         |
| 21  | Mütter und Söhne               | 11. Sep. 2023            | Elke Rössler                                  | 5,42 Mio. (22,2 % MA)         |
| 22  | Dominiks Geheimnis             | 29. Jan. 2024            | Zora Holt                                     | 7,54 Mio. (27,4 % MA)         |
| 23  | Nordwind                       | 21. Okt. 2024            | Judith Westermann, Christopher von Delhaes    | 6,54 Mio. (25,8 % MA)         |
| 24  | Die einzige Zeugin             | 27. Jan. 2025            | Thomas Berger, Jutta Lieck-Klenke             | 7,78 Mio. (29,4 % MA)         |
| 25  | Das Grab im Wald (AT)          | –                        | Zora Heldt                                    |                               |
| 26  | Geister der Vergangenheit (AT) | –                        | Zora Holtfreter                               |                               |